# 苞被木科
苞被木科(Trimeniaceae)也叫腺齿木科或早落瓣科，只包括1-2属约5-9种，只生长在澳大利亚东部、太平洋岛屿和东南亚。
本科植物都是乔木，小花两性，生长在热带和亚热带环境中，植物中可提炼香精。
1981年的克朗奎斯特分类法将其分在樟目中，1998年根据基因亲缘关系分类的APG 分类法认为无法将本科分入任何一目，只得直接放在被子植物分支之下，2003年经过修订的APG II 分类法将其列在新设立的木兰藤目中。